# Maryland-Springbarsch
Der Maryland-Springbarsch (Etheostoma sellare) ist eine Süßwasserfischart aus der Gattung der Springbarsche (Etheostoma), die zur Familie der Echten Barsche (Percidae) gehört. Er gilt als möglicherweise ausgestorben und war ein Endemit in den Gewässern des Harford County im US-Bundesstaat Maryland. Der letzte Nachweis für diese Art war im Jahr 1988.

## Merkmale

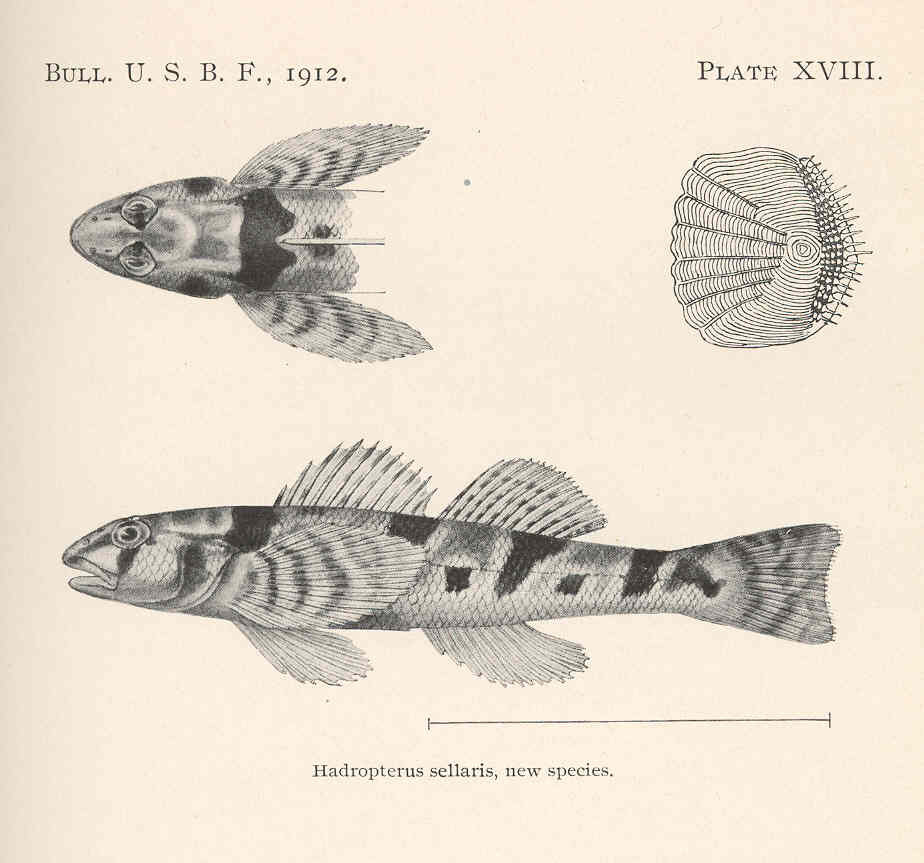
Illustration aus der Originalbeschreibung (1913)

Der Maryland-Springbarsch erreichte eine Gesamtlänge von 7 cm. Er war die einzige Springbarsch-Art mit einer asymmetrischen Schwanzflosse, das heißt, die obere Schwanzhälfte erstreckte sich weiter nach hinten als die untere Hälfte. Der Kopf war breit und flach, die Augen lagen eng aneinander und die Branchiostegalmembran war leicht zusammengewachsen, mit jeweils sechs Branchiostegalstrahlen. Die Oberseite war braun bis oliv. Vier große, dunkelbraune Dorsalsättel zogen sich bis zum Seitenlinienorgan hinunter. Auf der Unterseite befanden sich drei bis sieben dunkelbraune tränentropfenförmige Flecken. Auf der Schwanzflosse war ein schwarzer Fleck. Auf dem geraden Seitenlinienorgan befanden sich 43 bis 53 Lateralschuppen. Die Bauchflossen waren lang. Der Anus war von stumpfen, gestreiften Lappen umgeben, nicht von fingerartigen Zotten. Der Vordeckelrand (Präoperculare) war vollständig. Die Afterflosse hatte zwei Dornen, wobei der zweite relativ schwach ausgeprägt war. Die Gaumen- und Vomerzähne waren gut entwickelt.

## Forschungsgeschichte
Die ursprüngliche Beschreibung des Maryland-Springbarsches, Etheostoma sellare (Radcliffe und Welsh, 1913), beruhte auf zwei subadulten männlichen Exemplaren, die im Mai 1912 gesammelt wurden. In der Folgezeit wurde nur wenig über diese Springbarschart veröffentlicht. Zwischen Juni 1962 und Juli 1971 wurden während sieben Sammelexkursionen 78 weitere Exemplare gefunden. Die Erstbeschreiber Lewis Radcliffe und William W. Welsh gaben die Terra typica des Maryland-Springbarsches als „Swan Creek bei Havre de Grace, Maryland“ an. Vermutlich handelt es sich dabei um den Swan Creek bei Aberdeen. 50 Jahre lang wurde in diesem und anderen Bächen nach der Art gesucht, wobei sich alle Expeditionen als Fehlschläge erwiesen, bis 1962 eine Gruppe von Studenten, darunter der Ichthyologe Leslie W. Knapp, der Cornell University ein juveniles Exemplar entdeckte, das inmitten zahlreicher juveniler Vertreter der Saugkarpfenart Hypentelium nigricans versteckt war, die sie aus dem Gashey’s Run bei Aberdeen, Maryland, entnommen hatten. Die Wiederentdeckung des Maryland-Springbarsches, über die Knapp und seine Kollegen 1963 in der Fachzeitschrift Copeia berichteten, regte zu Feldarbeiten entlang des unteren Susquehanna River an, wobei ein adultes Weibchen von Knapp und seinen Kollegen im April 1965 ebenfalls im Gashey’s Run gefangen wurde. Im Mai desselben Jahres wurde der Maryland-Springbarsch fast 15 Flussmeilen entfernt vom Gebiet Swan Creek/Gashey’s Run entdeckt. Edward C. Raney und Frank Schwartz fanden die Art im Deer Creek in der Nähe der Kreuzung zwischen Stafford Road und Craig’s Corner Road, etwa 1,1 Meilen flussaufwärts vom Hauptstrom des Susquehanna River. Bei diesem Versuch wurden 33 Maryland-Springbarsche gesammelt. Weitere Nachforschungen in diesem Gebiet ergaben im selben Jahr weitere 38 Exemplare. In den Jahren 1970 und 1971 wurden die übrigen Exemplare gesammelt.

## Verbreitungsgebiet
Die 80 bekannten Exemplare wurden in den Bächen Deer Creek, Swan Creek und Gashey’s Run nachgewiesen, die sich alle im unteren Einzugsgebiet des Susquehanna River befinden. Der Fundort im Swan Creek ist unklar, wo seit der Typensammlung im Jahr 1912 keine Exemplare mehr beobachtet wurden. Der Fundort im Deer Creek liegt offenbar an der ersten größeren Stromschnelle stromaufwärts von der Mündung des Baches. Der Fundort im Gashey’s Run in der Nähe der Brücke über die Oakington Road liegt offenbar etwas weiter flussaufwärts als die unterste Stromschnelle dieses Baches. Beide bestätigten Standorte (Deer Creek und Gashey’s Run) liegen jedoch auf oder in der Nähe der Falllinie, da diese Bäche von der physiographischen Region Piedmont in die Küstenebene fließen. Am Standort Deer Creek ist die Stromschnelle 25 m breit, während sie am Standort Gashey’s Run viel schmaler ist (etwa 5 m breit).

## Lebensraum
Der Lebensraum dieser Art umfasst schnelle, felsige, seichte Stromschnellen (sogenannte Riffles) in Bächen. In den 1980er Jahren bewohnte diese Springbarschart die erste größere Stromschnelle oberhalb des Tidewassers im Deer Creek. Sie kam sympatrisch mit der Springbarsch-Art Etheostoma olmstedi vor.  Einzelne Exemplare, vor allem Jungtiere, nutzten angrenzende Pools, um starke Strömungen zu vermeiden. Die kleinen Exemplare, die sporadisch im winzigen Gasheys Run gefangen wurden, wanderten flussabwärts vom Deer Creek und stellten keine sich selbst erhaltende Population dar. Beide Standorte verfügen über ein dichtes Blätterdach von Bäumen am Ufer, die den Bach beschatten. Andere Bäche in der Nähe sind stark verschlammt und neigen dazu, Algenarten zu unterstützen, die eine Überdüngung kennzeichnen. In der Bucht gibt es eine Salzwasserbarriere, und der Conowingo-Damm liegt unmittelbar stromaufwärts von der Mündung des Deer Creek. Das Ablaichen erfolgte wahrscheinlich in kiesigen Stromschnellen.

## Lebensweise
Im Gegensatz zu vielen anderen Springbarscharten bestand die Nahrung das Maryland-Springbarsches, zumindest saisonal, größtenteils aus Schnecken. In einer 1976 von Knapp durchgeführten Studie wurde die Ernährung von 35 Individuen untersucht, wobei sich zeigte, dass relativ viele Schnecken verzehrt wurden. Von den 35 untersuchten Exemplaren hatten 28 zwischen ein und elf Schnecken gefressen. Die Studie kam zu dem Schluss, dass die Nahrung des Maryland-Springbarsches zumindest saisonal weitgehend aus Köcherfliegen (Hydropsyche) und Schnecken (wahrscheinlich Somatogyrus virginica) besteht. Über die Lebensgewohnheiten und Verbreitungsgebiete der Mitglieder der Familie der Wasserdeckelschnecken (Hydrobiidae) liegen nur sehr wenige Informationen vor. Nach Knapp (1976) besiedelt S. virginica Vegetation und Felsen in schlammigen Substraten in Flüssen und Mündungen von Nebenflüssen. Der breite Kopf und das große Maul des Maryland-Springbarsches ermöglichten wahrscheinlich die Aufnahme von Schnecken.
Über das Fortpflanzungsverhalten des Maryland-Springbarsches ist wenig bekannt. Es wurden keine reproduzierenden Exemplare gesammelt. Das Laichen fand Ende April oder Anfang Mai statt, je nach dem Reproduktionsstatus der gesammelten Exemplare. Die Weibchen entwickelten ein geschwollenes weißes Polster an der Urogenitalpapille, während das Begattungsorgan der Männchen kurz ist und kaum saisonale Unterschiede aufwies.
Der Maryland-Springbarsch erreichte eine Lebensspanne von drei Jahren.

## Status
In Anbetracht der Seltenheit dieser Fischart wurde der Maryland-Springbarsch 1967 vom United States Fish and Wildlife Service (USFWS) in der Kategorie „vom Aussterben bedroht“ gelistet. Trotz der neuen Schutzmaßnahmen, die mit dieser Einstufung einhergingen, gab es einen drastischen Bestandsrückgang. Zwischen 1978 und der letzten Sichtung im Jahr 1988 wurden nur noch 25 Exemplare gezählt. Das Maryland Department of Natural Resources entwickelte einen Plan, um den Bestand der Maryland-Springbarsche wieder zu erhöhen. Hierzu sollten die Fische eingefangen werden und in Gefangenschaft reproduziert werden. Als das Projekt umgesetzt werden sollte, waren die Springbarsche bereits verschwunden. Der untere Teil des Deer Creek wurde 1984 von der USFWS als kritischer Lebensraum ausgewiesen. Viele Landwirte unterzeichneten Grunddienstbarkeiten, als die Deer Creek Watershed Association sich an sie wandte, um die Uferlinie zu schützen. Die Behörden von Harford County schränkten die Bebauung des Gebiets ein. 1995 forderte das Maryland Farm Bureau den USFWS auf, den Maryland-Springbarsch für ausgestorben zu erklären, um die Beschränkungen der Landnutzung aufzuheben. Die Behörde lehnte diesen Antrag ab. 1996 wurde der Maryland-Springbarsch von der IUCN für ausgestorben erklärt. Von 2008 bis 2010, 2012 und erneut im Jahr 2020 wurden Suchaktionen durchgeführt, bei denen keine Vertreter der Art gefunden werden konnten.
In der Bewertung des Maryland-Springbarsches durch den USFWS im Entwurf des Arterhaltungsplans werden vor allem Veränderungen der Wasserqualität und -quantität in den Bächen aufgeführt. Als Hauptursache für die Verschlechterung der Wasserbedingungen, die dieser Springbarsch zum Überleben benötigt, wurde die Verschmutzung durch die Landwirtschaft genannt. Durch Erosion und Abfluss entstandene Sedimente haben nicht nur die Wasserqualität verschlechtert, sondern möglicherweise auch den Laich des Maryland-Springbarsches auf dem Flussgrund erstickt. Schwankende Wasserstände haben wahrscheinlich ebenfalls dazu beigetragen. Der 1929 gebaute Conowingo-Damm verursachte mehrere ungünstige Bedingungen für die Maryland-Springbarsche. Die schwankenden Wasserstände während der Stromerzeugung führten zu Sedimentationsproblemen und ließen die Fische manchmal in Tümpeln stranden, in denen es so warm war, dass sie nicht überleben konnten, was wiederum die Nachstellung durch andere Fische erhöhte. Auch der zunehmende Raubbau könnte ein Faktor gewesen sein. Mit dem Bau des Conowingo-Damms konnten große Raubfische wie Aale nicht mehr flussaufwärts wandern und sind möglicherweise in die flussabwärts gelegenen Nebenflüsse eingedrungen, wo sie die Springbarsche dezimierten. Weitere mögliche negative Einflüsse sind steigende Temperaturen aufgrund des Klimawandels und die Entnahme von Wasser für Trink- und Bewässerungszwecke.